# 오다라역
오다라역(일본어: 大多羅駅)은 일본 오카야마현 오카야마시 히가시구에 위치하는 서일본 여객철도 아코 선의 철도역이다. 단선 승강장 1면 1선의 구조를 갖춘 지상역이다.

## 이용 현황
| 승차 인원 추이 | 승차 인원 추이 |
| 연도           | 1일 평균       |
| -------------- | -------------- |
| 1999           | 1,077          |
| 2000           | 1,069          |
| 2001           | 1,037          |
| 2002           | 1,019          |
| 2003           | 1,004          |
| 2004           | 1,037          |
| 2005           | 1,043          |
| 2006           | 1,084          |
| 2007           | 1,218          |
| 2008           | 1,255          |
| 2009           | 1,221          |
| 2010           | 1,205          |
| 2011           | 1,253          |
| 2012           | 1,333          |
| 2013           | 1,408          |
| 2014           | 1,412          |

## 역 주변
- 게시고 산
- 오다라요세 궁

## 역사
- 1962년 9월 1일 : 아코 선 인베 - 히가시오카야마 간 연장 개업에 의해 설치됨.
- 1987년 4월 1일 : 일본국유철도 분할 민영화에 의해, 서일본 여객철도가 승계.
- 2001년 5월 15일 : 역 앞에 '오다라에키마에 자전거 주차장'이 오픈.
- 2007년 : 자동 발권기가 자동 개찰기 대응으로 교환됨. 이에 의해, 출입구 부근으로 이설됨
  - 7월 27일 : 이코카 대응의 간이형 자동 개찰기 설치.

## 인접 역
| 서일본 여객철도 아코 선  | 서일본 여객철도 아코 선 | 서일본 여객철도 아코 선      |
| ------------------------ | ----------------------- | ---------------------------- |
| 사이다이지 아이오이 방면 | ■ 아코 선               | 히가시오카야마 오카야마 방면 |